# 下条氏長
下条 氏長（しもじょう うじなが）は、戦国時代の武将。下条時氏の三男。信濃伊那郡吉岡城主である下条信氏の弟。

## 略歴
兄・信氏は武田氏配下の信濃先方衆であり、武田信玄の妹を娶り東美濃方面や三河方面の軍事に携わるなど重用されていた。
天正10年（1582年）2月、織田信長による武田領国への侵攻が開始されると、信氏率いる下条一族は信濃・美濃国境の滝沢要害（現・平谷村）に籠城し織田軍を迎え撃とうとした。しかし圧倒的な織田軍を前に陣中では動揺が広がり、氏長は熊谷玄蕃、原民部らの家中の同志を募り信氏・信正父子に織田方への降伏を進めた。これに対して信氏は降伏の提案を拒否したため、6日に氏長は叛乱を起こして信氏・信正らを追放して信長の嫡子・織田信忠に降伏した。これにより『甲乱記』に「三日路の大切所」と記された難所であった浪合口を織田軍は難なく突破し、武田軍の伊那郡における防衛戦線の崩壊を早めた。『下条由来記』によれば武田氏滅亡後の織田軍の仕置により氏長は下条氏の家督と下条領を安堵されたが、氏長は織田氏や隣接していた松尾城主・小笠原信嶺の後援を背景に専横のふるまいが多く、家中の不満を貯めていたという。
同年6月の本能寺の変により織田信長が横死し、それに伴い旧武田領国の各地で動揺が走ると下条家中にも叛乱の兆しが現れる。家中の反氏長派は三河国に亡命していた信氏の次男・頼安と孫・牛千世丸（後の康長）を擁立し、また頼安らを保護していた徳川氏配下の菅沼定利に協力を取り付け蜂起を計画していた。時を経たずに反対派は蜂起し、氏長や子・次郎九郎、共に信氏らを追放した熊谷玄蕃と原民部、氏長の実弟・長岳寺住職祐教法師らは謀殺されたという。
その後下条氏の吉岡城には遅くとも6月下旬までに頼安・牛千世丸が帰還を果たし、伊那郡の徳川方国衆として活動する。